# San Isidro el Zapotal
San Isidro el Zapotal är en ort i Mexiko.   Den ligger i kommunen La Independencia och delstaten Chiapas, i den sydöstra delen av landet, 900 km öster om huvudstaden Mexico City. San Isidro el Zapotal ligger 1 186 meter över havet och antalet invånare är 848.
Terrängen runt San Isidro el Zapotal är lite bergig. Runt San Isidro el Zapotal är det ganska tätbefolkat, med 54 invånare per kvadratkilometer. San Isidro el Zapotal är det största samhället i trakten. I omgivningarna runt San Isidro el Zapotal växer huvudsakligen savannskog.